# Gerhardshofen
Gerhardshofen település Németországban, azon belül Bajorországban. Lakosainak száma 2526 fő (2023. december 31.).

## Népesség
A település népessége az elmúlt években az alábbi módon változott:
| Lakosok száma | 491  | 484  | 1297 | 1389 | 2497 | 2516 | 2508 | 2479 | 2486 | 2526 |
|               | 1875 | 1950 | 1975 | 1987 | 2012 | 2014 | 2016 | 2017 | 2021 | 2023 |